# Châteaubernard
Châteaubernard es una comuna francesa situada en el departamento de Charente, de la región de Nueva Aquitania.

## Historia
En 1847 pasó a formar parte de la comuna de Saint-Martin y en 1867 fue reconstituida a partir de sus antiguos territorios.

## Demografía
| Gráfica de evolución demográfica de Châteaubernard entre 1800 y 2022 |
|                                                                      |

Los datos demográficos contemplados en este gráfico se han cogido de la página francesa EHESS/Cassini.